# Wang Ying (zapaśnik)
Wang Ying (chiń. 王赢; ur. 15 sierpnia 1983) – chiński zapaśnik w stylu wolnym. Olimpijczyk z Pekinu 2008, gdzie zajął czternaste miejsce w kategorii 84 kg.
Dwudzieste dziewiąte miejsce w mistrzostwach świata w 2007. Zdobył złoty medal na mistrzostwach Azji w 2008 roku.